# 喀拉拉紅雨

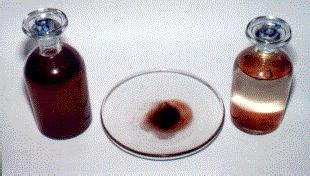
紅雨雨水样本（左）和颗粒沉降后（右）。干燥沉积物（中）

喀拉拉紅雨為發生於印度南部喀拉拉邦的奇觀現象，歷時2001年7月25日至9月23日。據當時報導指出，紅色大雨傾盆而下，衣霑則有如染血。 另外亦有黃、綠、黑等色雨水的報導。
紅雨現象最初假定為是隕石爆炸的灰燼所造成。然而印度政府委託之研究報告，卻指出紅雨水是因某地大量繁殖的海藻孢子造成 。
直至2006年上半，此事件因有媒體報導聖雄甘地大學（Mahatma Gandhi University）兩位學者Godfrey Louis 與 Santhosh Kuma提出這些雨滴含有外星生命細胞的假說，而瞬間引起全世界矚目。

## 雨水

喀拉拉邦戈德亞姆區位置圖l

色雨現象最早出現於2001年7月25日，位於喀拉拉邦南部戈德亞姆區（Kottayam district）及伊杜基區（Idukki district）。部分報導更表示有其他色彩的雨水被發現。 許多當地居民宣稱這場紅雨連續發生超過10日，然後遂次減少頻率直至9月上旬。
根據地方民眾描述，降雨前首先聽到雷聲大作以及閃光，緊接著來的則是一些樹叢落下有如被「燒」過灰白枯葉。枯葉及突然形成的仅在同一時間登上報導，成為地方怪譚。
雨水之所以能夠染色，與混懸液中的紅色微粒有關。當雨水落下時，紅雨即有如血液般。一般說來，這樣的範圍僅在小區域，並不大於數平方公里，時間則小於20分鐘。有時也會發生相距幾公尺，卻出現紅雨及正常雨的情況。

## 初期報告
首次發生紅雨不久，媒體報導地球科學研究中心（Center for Earth Science Studies，CESS）與熱帶植物花園與調查機構（Tropical Botanic Garden and Research Institute，TBGRI）已測定紅雨是因雨水含有某種孢子而成。之後在同年11月，印度政府「科學與技術部」委託CESS、TBGRI二個組織的研究報告發表。文中指出紅雨是海藻孢子所為，並已在培養皿中成功繁殖，並確認為為橘色藻屬的地衣形態海藻。這種海藻並且已發覺與該地小鎮昌加那西利（Changanassery）樹中的地衣有關。 .  
報告文件中亦說明雨水中並不存有隕石、火山或沙漠塵燼，也沒有任何溶解的氣體或污染物。報告認為整起事件，是因先前喀拉拉的豪雨可能導致孢子大量、廣域地在大氣中擴散。然而報告卻沒辦法明確解釋孢子為何大量增生，以及如何飄至雲層再隨雨水落下。
報告作者並利用電漿感應耦合質譜技術分析紅雨的沉澱物。得知其主要元素如下：
| 元素 | 重量百分比 |
| ---- | ---------- |
| Al   | 1.00       |
| K    | 0.26       |
| Mg   | 1.48       |
| Ca   | 2.52       |
| Na   | 0.49       |
| Fe   | 0.61       |
| Si   | 7.50       |
| C    | 51.00      |
| P    | 0.08       |

分析結果最令人迷惑的就是鋁（Al）的存在，因為在活細胞中罕有鋁，而生物常見的磷（P）卻是少得可憐。因為根據其他類似的活細胞乾燥重量百分比實驗，通常約有3%的磷存在。

## 常見說法
歷史上曾有許多雨水夾雜其他物品的記錄。例如在2000年，北海發生海龙卷，強風將魚群捲起並隨雨落至距海岸1哩遠的英國大雅茅斯。
至於色雨則決非罕見，通常可由高壓帶沙塵暴與雨水混合作為解釋。例如英格蘭在1903年2月，就曾發生雨水與來自撒哈拉沙漠的沙塵混合落下的案例。
喀拉拉紅雨最初亦認為與上述情況相同。光達（LIDAR）也發現到紅雨發生時，正巧有一片阿拉伯紅土正捲至喀拉拉附近。 然而，這個說法無法完美解釋喀拉拉紅雨－例如當地紅雨現象長達2個月、沙塵現象並未在鄰邦出現等。
其他說法則指出雨水中含有哺乳類動物血液。蝙蝠在印度能形成非常龐大的社區，而的確有蝙蝠在高海拔地區集體死亡，據推測可能是隕石造成。然而反駁指出未有蝙蝠殘骸隨著雨水降下。自然情況下也沒辦法自白血球、血小板或其他血液物質中單獨析出紅血球；就算紅血球析出，在雨水中也會因為滲透壓而破裂，明顯不可能為紅雨成因。

## 外星假說

顯微鏡下的紅色物質。

其他假說則在2003年由 Godfrey Louis 與 A. Santhosh Kumar 提出。這二個科學家執教於紅雨發生地－喀拉拉境內聖雄甘地大學，乘地利之便而蒐集許多地點的紅雨樣本。
他們認為雨中的紅色物質並不類似塵土，反而比較類似於生物細胞。化學分析方面則檢驗出含有有機物質，並大膽假設這有可能是來自外星的物質。
Louis 與 Kumar 的發現紅色物質一般皆在4至10微米（µm）之間，大致為圓形或橢圓形，類似於單細胞生物組織。平均而言，每1毫升雨水就有900萬個紅色物質。重量方面，每升雨水的紅色物質大約100毫克重。若再綜合雨量統計數量，Louis 與 Kumar 估算出大約有5萬公斤的紅色物質落在喀拉拉地區。
X射線能量散佈分析儀（Energy-dispersive X-ray spectroscopy）分析則指出紅色細胞多由氧、碳組成，並含有微量的矽、鐵 。詳見表。
| 元素 | 重量百分比% | 原子百分比 | 標準      |
| ---- | ----------- | ---------- | --------- |
| C    | 49.53       | 57.83      | CaCO3     |
| O    | 45.42       | 39.82      | Quartz    |
| Na   | 0.69        | 0.42       | NaAlSi3O8 |
| Al   | 0.41        | 0.21       | Al2O3     |
| Si   | 2.85        | 1.42       | Quartz    |
| Cl   | 0.12        | 0.05       | KCl       |
| Fe   | 0.97        | 0.24       | Fe        |

碳氫氮元素分析儀（CHN analyzer）則測出43.03%碳、4.43%氫、及1.84%氮.
Louis 與 Kumar 再用溴化乙錠（ethidium bromide）檢視紅色物質是否含有DNA或RNA，但一無所穫。之後便將完整報告刊至《Astrophysics and Space Science》雜誌。
更進一步的測驗則由專研平流層孢子的米爾頓·溫萊特牽線，將樣本送至雪菲爾大學。 
2006年3月更指出紅色物質與一種銹病菌（rust fungus）類似。 稍後他確認物質與孢子或海藻的相似性，並未有跡象能證明雨水含有塵土、沙，或是血液。
溫萊特說道：「科學家向媒體對稀奇罕見的現象發表意見時，似乎越來越趨向於作出一些聳人聽聞的解釋。一個好例子就是近來印度地區發生的紅雨現象。」 
紅雨標本亦被送往卡地夫大學（Cardiff University）供提倡外源說的學者卡爾迪亞·維克拉瑪辛赫（Chandra Wickramasinghe）分析。據報導，他辨識出細胞中的DNA。 
稍後並將微生物測試其特有碳同位素。若與地球者有所不同，將成為外星有生命的新理論。

## 隕石

將單粒紅色物質置於透射电子显微镜下觀察。

昌加那西利居民曾表示在降下首場紅雨前數小時，曾有一場音爆伴隨強光出現。Louis 與 Kumar 即認為此是由隕石進入地球大氣層引起，而紅色物質就是由隕石所攜來，並在隕石破裂後隨著雨水落下數日之久。
此說推翻最初由喀拉拉首府特里凡得琅科學家所提出的「紅雨為隕石塵土」說，或是後續調查認為的「橘色藻屬海藻胞子」說。 Louis 與 Kumar further 認為紅色物質是外星細胞，並提出地球上生命也有可能是以類似方式形成，即所謂外源說。
另外，隕石摩擦時據信可以達到300℃以上高溫。 若科學家能進一步證明喀拉拉紅雨是外星生物、又經歷過高溫後仍能繁殖，那將刷新目前超嗜熱生物最高紀錄130℃。

## 外部連結
- “Skepticism greets claim of possible alien microbes” in World Science
- “Red rain could prove that aliens have landed” by Amelia Gentleman and Robin McKie in The Observer（页面存档备份，存于）
- “When aliens rained over India” by Hazel Muir in New Scientist（页面存档备份，存于）
- “Is it raining aliens?” by Jebediah Reed in Popular Science
- Possible Causal Mechanism of Kerala's Red Rain（页面存档备份，存于）
- Center for Earth Science Studies
- Tropical Botanic Garden and Research Institute
- Dr. Godfrey Louis' Home Page
- National.Geographic.Channel 超自然现象：血雨和星果冻（页面存档备份，存于）

### Louis 與 Kumar 之調查報告
- Louis, G. & Kumar, A.S. (2006). The Red Rain Phenomenon of Kerala and its Possible Extraterrestrial Origin.
- The red rain phenomenon of Kerala and its possible extraterrestrial origin（页面存档备份，存于）
- Cometary panspermia explains the red rain of Kerala（页面存档备份，存于）
- New biology of red rain extremophiles prove cometary panspermia（页面存档备份，存于）